# 森勇磨
森 勇磨（もり・ゆうま）は日本の医師（内科医・産業医）、医療起業家、YouTuber。
オンライン診療の「ウチカラクリニック」代表医師であり、医療系YouTubeチャンネル 「予防医学ch／医師監修」 の企画・出演で知られる。チャンネル登録者は94万人、総再生回数は1億5,800万回超（2025年4月時点）。

## 略歴
名古屋記念病院で研修後、藤田医科大学病院の救急総合内科にて救命救急・病棟で勤務。
専門は予防医療、総合内科、産業医学、労働衛生コンサルタントで現在の肩書はウチカラクリニック代表医師、MEDU株式会社代表取締役。

## 来歴

### 幼少期と学歴
愛知県名古屋市に生まれ、東海中学校・高等学校を経て神戸大学医学部医学科を卒業。

### 臨床・産業医としての活動
初期研修修了後、藤田医科大学病院救急総合内科で救急医療に従事。現場で「受診前の情報発信の不足」を痛感し、予防医学啓発へ転じた。リコー専属産業医などを歴任し、企業の健康経営支援にも携わっている。

### 起業家として
2022年6月、ウチカラクリニック（本院：名古屋市千種区）を開設。クリニックは2022年6月15日付でヘルスケア・イノベーションハブのサポーター団体にも登録された

## YouTube チャンネル「予防医学ch」
- 開設 : 2020年2月
- 内容 : アニメーションを用いて「堅苦しい医学知識をやわらかく、楽しく、わかりやすく」解説する健康情報番組
- 規模 : 登録者94万人・総再生1億5,803万回・公開動画177本（2025年4月29日時点／ユーチュラ統計）

チャンネル開設から半年で10万人を突破し、2023年3月に50万人、2024年末に90万人へ到達。

## 主な著書
- 2021：『40歳からの予防医学―医者が教える「病気にならない知識と習慣74」』（ダイヤモンド社、ISBN 978-4478113455）
- 2022：『わたしの血圧ノート2022』（扶桑社）
- 2023：『わたしの血圧ノート2023』（扶桑社）
- 2024：『100年長生き―予防医学で健康不安は消せる！』（ワニブックス、ISBN 978-4847074363）

- NHKラジオ深夜便 インタビュー〈月刊誌『ラジオ深夜便』2023年9月号〉
- 週刊エコノミスト「情熱人」インタビュー（2022年2月号）
- プレジデントオンライン 連載・特集「眠って、さらば体調不良！」ほか（2024-25年）
- Diamond Online 書籍連動コラム（2021年–）